# Dattinia brandti
Dattinia brandti is een vlinder uit de familie van de snuitmotten (Pyralidae). De wetenschappelijke naam van de soort is voor het eerst geldig gepubliceerd in 1949 door Amsel.